# Румницька Марія Іванівна
Марія Іванівна Румницька (до шлюбу Чепіга) (21 вересня 1876, Харків, Харківська губернія — 28 вересня 1950, Харків, УРСР) — харківська бібліотекарка, громадська діячка, бібліографка. Членкиня правління Харківської громадської бібліотеки у 1914—1918 роках. Виконуюча обов'язки директора Харківської державної наукової бібліотеки імені В. Г. Короленка під час Німецько-радянської війни.

## Життєпис

### Працівниця бібліотеки
Марія Чепіга народилася у 1876 році в Харкові в родині вчителя. За національністю українка. У 1895 році, після закінчення восьми класів Харківської жіночої гімназії та бібліотечних курсів, влаштувалася працювати в Харківській громадській бібліотеці в якості службовиці. Брала участь у спорудженні будівлі бібліотеки, де познайомилася з студентом Костянтином Румницьким, з яким одружилася.
Чоловік сильно хворів, тому подружжя часто їздило до Німеччини та Швейцарії для лікування. Під час поїздок Марія Румницька знайомилася з роботою місцевих бібліотек та впроваджувала отриманий досвід у Харкові. Наприкінці 1903 року Румницька через сімейні обставини була змушена покинути місто і залишити бібліотеку на тривалий час. Збори членів бібліотеки вшанували її піднесенням адресу і подарували золотий жетон.
Завдяки чоловікові Марія Румницька зацікавилася революційними ідеями. Тому, коли у 1905 році вона почала відповідати за книжкову торгівлю в бібліотеці, крім дозволеної літератури, займалася поширенням революційних газет та книг. Під час одного з обшуків у бібліотеці, 21 лютого 1906 року, її було заарештовано. Була звільнена після клопотання членів правління бібліотеки — Дмитра Багалія, Олексія Грузинцева та інших.
11 грудня 1910 року обрана кандидаткою в члени правління, а 8 лютого 1914 року — членом правління. Здійснювала контроль за роботою кабінету для читання, абонемента та книгосховища. Входила до Української комісії (1911). Займалася обліком, комплектуванням та каталогізацією фонду бібліотеки. Спільно з Михайлом та Зінаїдою Масловими вела алфавітний каталог бібліотеки. Проводила роботу з залучення книжкових пожертв. Також займалася господарсько-фінансовими справами бібліотеки. Після початку Першої світової війни займалася обслуговуванням безплатних абонементів для поранених у лазаретах і дітей, батьки яких пішли на фронт.
Обіймала посади завідувачки відділу (1920), заступниці директора (1927). У 1917—1921 роках зберігала фонди книгосховища від розграбування. Також докладала зусиль до поповнення фондів бібліотеки книгами, реквізованими з поміщицьких і приватних бібліотек. Марія Румницька ініціювала введення особистих іменних карток для передплатників бібліотеки. Брала участь в організації благодійних заходів зі збору пожертв на розвиток бібліотеки.
У 1936 році відбулося святкування 40-річчя роботи Марії Румницької в бібліотеці. Народний комісаріат освіти УРСР вручив їй премію в розмірі 2000 рублів, а в республіканській пресі вийшли про неї хвалебні публікації. Харківська філія Союзкінохроніки розпочала знімання документального фільму про роботу бібліотеки та про участь у ній Марії Румницької. Доля фільму невідома.

### Очільниця бібліотеки
Восени 1941 року директор бібліотеки Павло Сафронов, разом з більшістю співробітників, був евакуйований до Сибіру. Однак фонди бібліотеки залишилися в Харкові. За відсутності директора з 18 жовтня 1941 року Марія Румницька виконувала його обов'язки. 24 жовтня 1941 року німецькі війська увійшли до Харкова, а наступного дня бібліотека була опечатана бійцями Зондеркоманди Кюнсберг на чолі з офіцером СС Френцем. До середини січня 1942 року вони займалися вилученням цінних видань. Тільки 28 жовтня в бібліотеку були допущені її працівники. Вони, на чолі з Румницькою, в першу чергу стали переносити книги зі зруйнованого книгосховища, яке було пошкоджено під час німецького наступу.
У лютому 1942 року, вже після заміни зондеркоманди Кюнсберга на бійців Батальйону Ріббентропа, німці вирішили забрати «спецфонд» — видання обмеженого використання. Завдяки Румницькій вдалося залишити в бібліотеці частину «спецфонду» — дореволюційні книги та дублети.
Марія Румницька відстоювала збереження фондів перед окупаційною владою. Після того, як 18 березня 1943 року жандарми спалили частину книг мовами східних народів, прийнявши їх за пропагандистські матеріали, Румницька змогла отримати охоронну грамоту на бібліотеку. Однак ця грамота не захищала бібліотеку від вилучення книг. Останнє вилучення німці підготували в квітні-травні 1943 року, відібравши 7,5 тисяч документів для відправлення до Німеччини. Румницька разом з працівниками бібліотеки таємно переглянули книги і змогли зберегти близько 5 тисяч видань.
Крім турботи про фонди бібліотеки ім. Короленка, займалася порятунком книг з інших установ: Бібліотеки Педагогічного інституту іноземних мов, Бібліотеки агітації та пропаганди, чотирьох дитячих бібліотек міста. Книги на підводах або просто на санках звозилися в бібліотеку ім. Короленка, де їх ховали, прикриваючи іншими книгами. Подібним чином спробували заховати 3 тисячі книг Київської історичної бібліотеки, які були передані бібліотеці ім. Короленка на збереження під час відступу радянських військ. Однак німці дізналися про ці книги і зажадали їх видати, співробітники бібліотеки були змушені підкоритися.
Після звільнення Харкова у радянській пресі багато писали про те, як вдалося зберегти бібліотеку, та про долю її працівників. Письменник Микола Бажан у грудні 1943 року на сторінках газети «Известия» так оцінив роль Румницької у збереженні фонду бібліотеки:

Якщо зараз, незважаючи на всі німецькі пограбування та руйнування, у бібліотеці зберігається 1800 книг, то у цьому велика заслуга Марії Іванівни Румницької
Оригінальний текст (рос.)
[Если сейчас, несмотря на весь немецкий грабеж и разрушения, в библиотеке сохраняется 1800 книг, то в этом большая заслуга Марии Ивановны Румницкой.

В результаті Марія Румницька стала відома на весь СРСР. Вона отримала багато листів подяки з усіх кінців країни. У той же час у Румницької складалися складні відносини з радянською владою: її допитували, ображали і принижували, підозрювали в пособництві окупаційній владі. Відповідно до думки дослідника Олександра Мазурицького, від арешту Румницьку врятували масові прояви народної любові та підтримка Миколи Бажана.
Після звільнення міста Марія Румницька займалася відновленням бібліотеки та її фонду. Складала акти про втрати книжкового фонду під час окупації. Завдяки її зусиллям вже до кінця 1943 року в бібліотеці було засклено всі вікна вибиті під час війни. Румницька надсилала листи з проханням про допомогу щодо поповнення фонду в інші бібліотеки, громадські та державні організації. Листувалася з Марією Рудоміно щодо надання бібліотеці книг англійською мовою. Відомо, що завдяки цій діяльності вже в 1944 році бібліотека отримала 3500 книг з Держфонду і планувалося отримати 15 тисяч книг з Наукової бібліотеки Московського університету.
Останній документ, підписаний Марією Румницькою в якості директорки, датований 26 серпня 1943 року. Опісля працювала в бібліотеці на посадах заступниці директора та головної бібліотекарки. У 1948 році стала старшою бібліотекаркою відділу каталогізації. 15 грудня 1949 року звільнена у зв'язку з важкою хворобою. 
Марія Румницька померла 28 вересня 1950 року.

## Творчий доробок
Марія Румницька у 1946 році написала спогади — «Бібліотека в період окупації», які зберігаються в архівному фонді Харківської державної наукової бібліотеки імені В. Г. Короленка. Там же знаходиться частково збережене листування з Любов'ю Хавкіною.

## Особисте життя
Чоловік Костянтин Румницький — інженер-технолог, секретар Південноросійського товариства технологів, член правління Харківської громадської бібліотеки (1908—1916). Студентом технологічного інституту працював помічником архітектора Віктора Величка, наглядав за будівництвом приміщення бібліотеки, жив на будівництві. Пізніше завідував господарською частиною бібліотеки, вів інвентарну книгу, доглядав за поповненням IX відділу бібліотеки новими книгами.
Сестра Наталія Іванівна Чепіга — з 1904 року на керівній посаді в Харківській громадській бібліотеці, а з 1917 року — перший директор Харківської громадської бібліотеки.
Марію Румницьку пов'язували дружні стосунки з іншою бібліотекаркою — Любов'ю Хавкіною. Після того, як Хавкіна покинула Харків, подруги продовжили спілкування за допомогою листів. Вважається, що їхня дружба вплинула на формування світогляду Румницької як бібліотекознавиці.